# Tapinoma atriceps
Tapinoma atriceps är en myrart som beskrevs av Carlo Emery 1888. Tapinoma atriceps ingår i släktet Tapinoma och familjen myror.

## Underarter
Arten delas in i följande underarter:
- T. a. atriceps
- T. a. breviscapum

## Bildgalleri

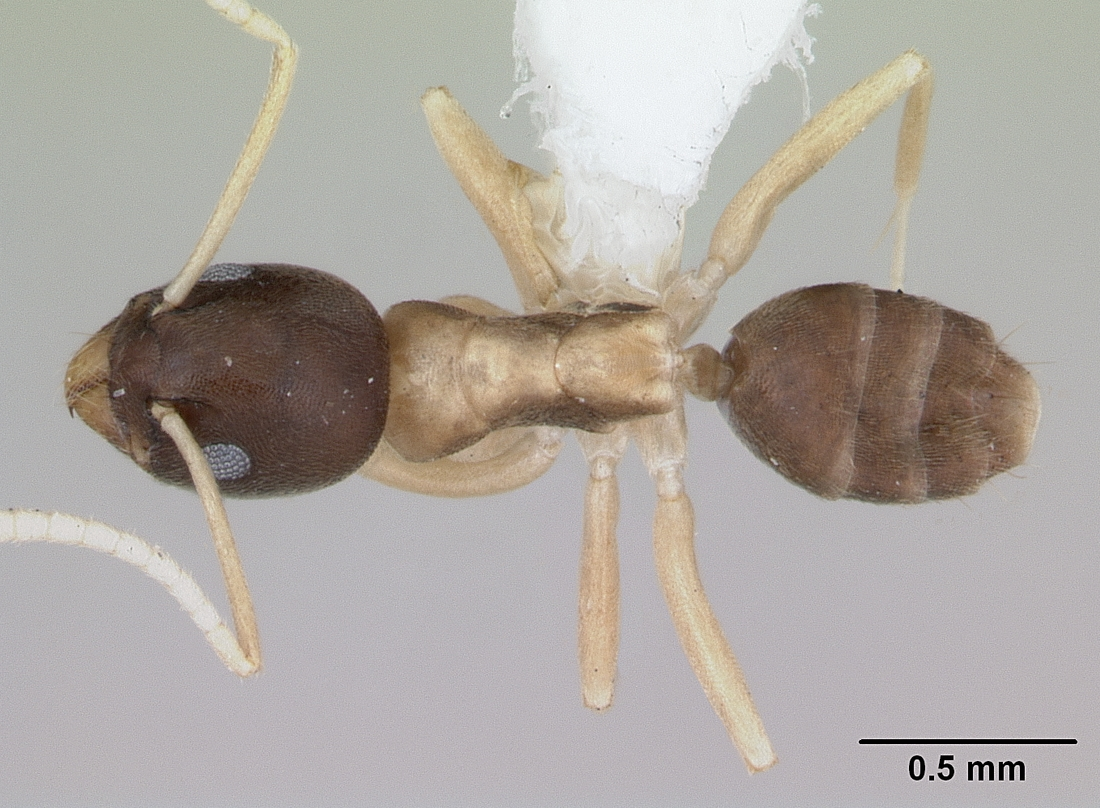
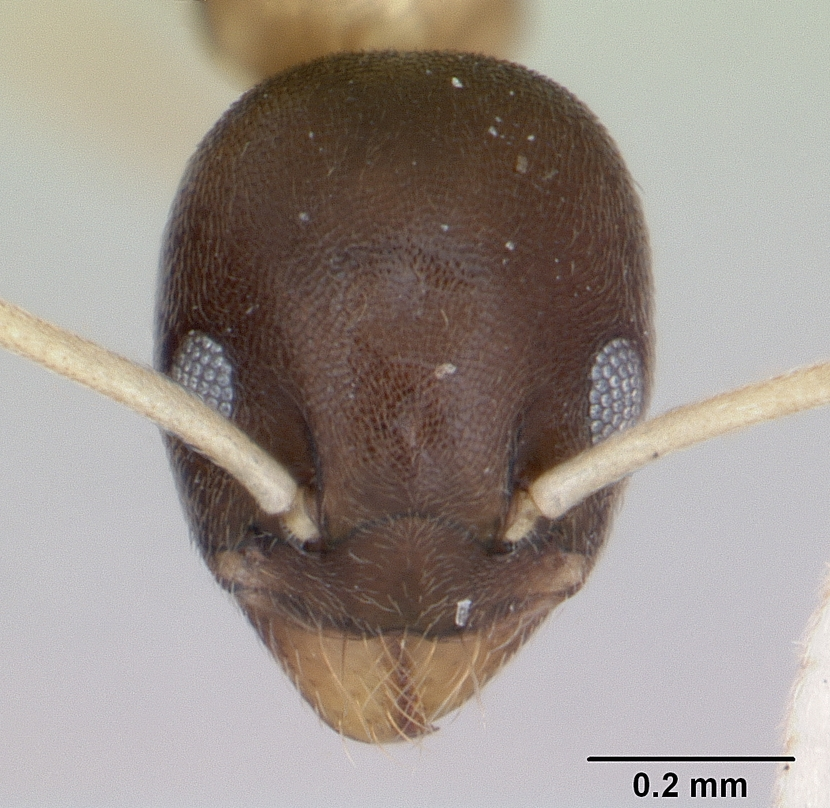
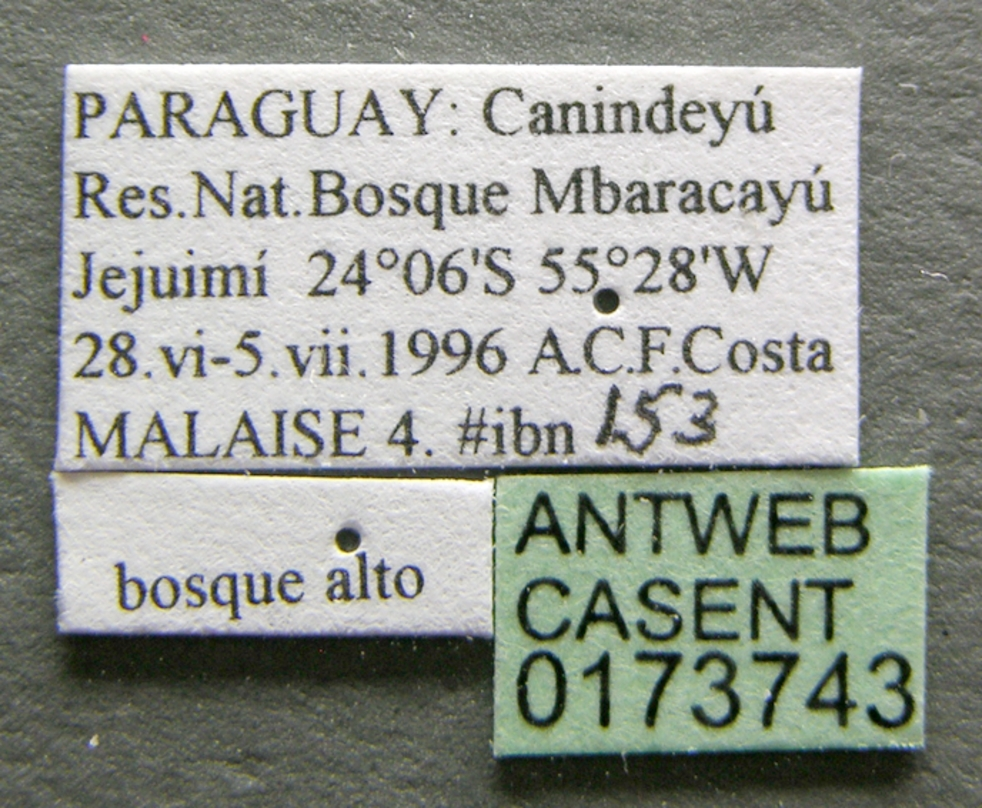
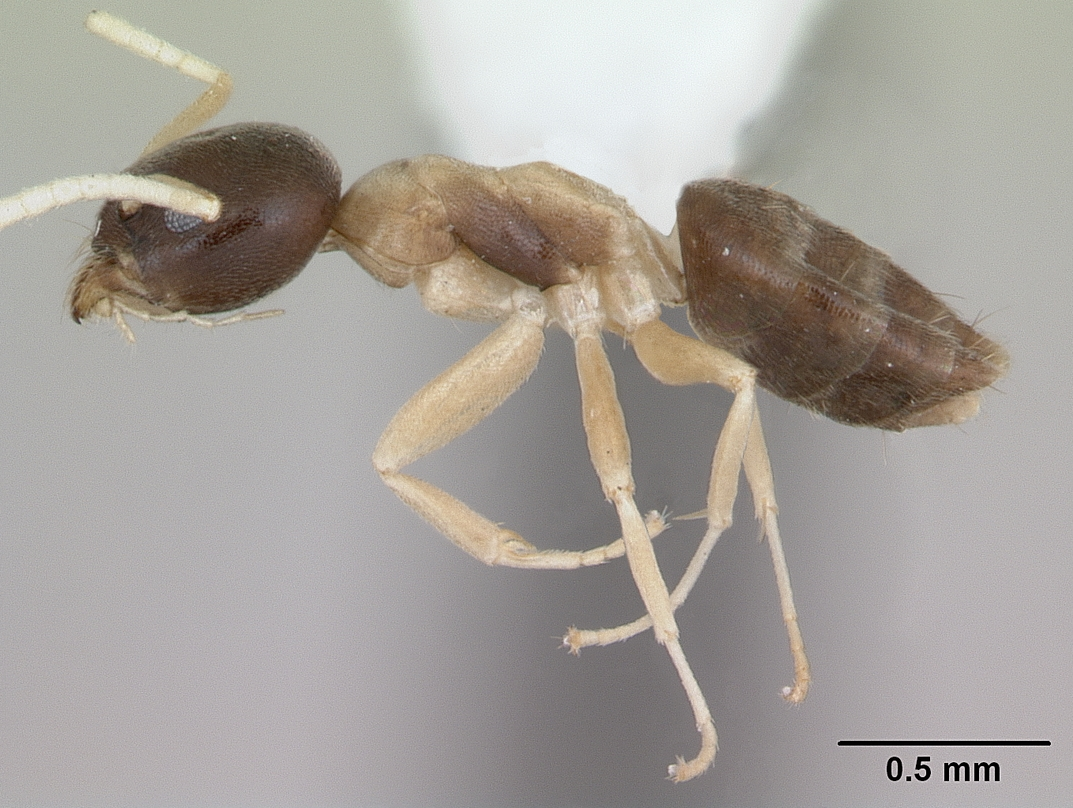